# هرگز پیر نشو
هرگز پیر نشو (به انگلیسی: Never Grow Old) یا هیچ‌وقت پیر نشو فیلمی محصول سال ۲۰۱۹ و به کارگردانی ایوان کاوانا است. در این فیلم بازیگرانی همچون امیل هرش، دبورا فرانسوا، جان کیوسک، دنی وب، سام لویویک، تیم آهرن و آنتونیا کمپبل-هیوز ایفای نقش کرده‌اند.